# 利韦圣母村
利韦圣母村（法語：Notre-Dame-de-Livaye，法語發音：[nɔtʁ dam də livɛ] ⓘ）是法国卡尔瓦多斯省的一个市镇，属于利雪区。

## 地理
利韦圣母村（49°6'53"N, 0°2'26"E）面积2.67 平方千米，位于法国诺曼底大区卡爾瓦多斯省，该省份为法国西北部沿海省份，北濒大西洋英吉利海峡，东北与滨海塞纳省以海上边界相接，东临厄尔省，南至奧恩省，西与芒什省接壤。
与利韦圣母村接壤的市镇（或旧市镇、城区）包括：康布勒梅尔、梅济东瓦莱多日、欧日地区贝勒维、康布勒梅尔。

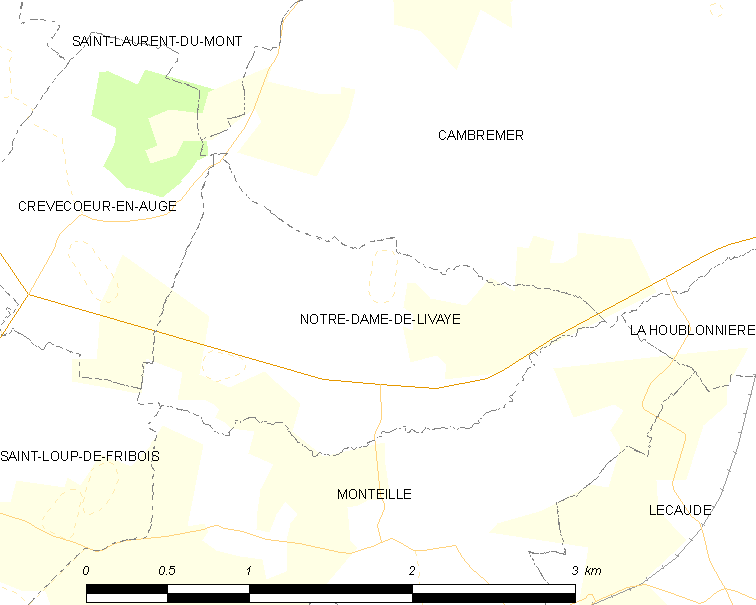
利韦圣母村的OSM定位图

利韦圣母村的时区为UTC+01:00、UTC+02:00（夏令时）。

## 行政
利韦圣母村的邮政编码为14340，INSEE市镇编码为14473。

## 政治
利韦圣母村所属的省级选区为梅济东瓦莱多日县。

## 人口

1962-2008年间利韦圣母村人口变化图示

利韦圣母村于2022年1月1日时的人口数量为107人。